# Centrolene guanacarum
Centrolene guanacarum és una espècie de granota que viu a Colòmbia.